# Хауи, Уильям
Уильям Амин Хауи (араб. وليم أمين حاوي‎; 5 сентября 1908, Нью-Йорк — 13 июля 1976, Бейрут) — ливанский правохристианский политик, первый командир вооружённых формирований и руководитель службы безопасности фалангистской партии Катаиб. Близкий соратник Пьера Жмайеля. Был известен также как предприниматель-промышленник. Активный участник гражданской войны в Ливане. Погиб во время осады Тель-Заатара.

## Предприниматель, спортсмен, фалангист
Родился в семье ливанских эмигрантов в США. В 1910 году семья вернулась на родину. Уильям Хауи активно занимался бизнесом, ему принадлежал в Бейруте завод по производству зеркал. Увлекался спортом — футболом, теннисом, плаванием, лыжами.
Спортивные занятия Уильяма Хауи сблизили его с лидером ливанских фалангистов Пьером Жмайелем. В 1937 году Жмайель предложил Хауи присоединиться к партии Катаиб. Хауи согласился, хотя, в отличие от других активистов Катаиб, был не католиком-маронитом, а антиохийским православным.

## Силовик Катаиб

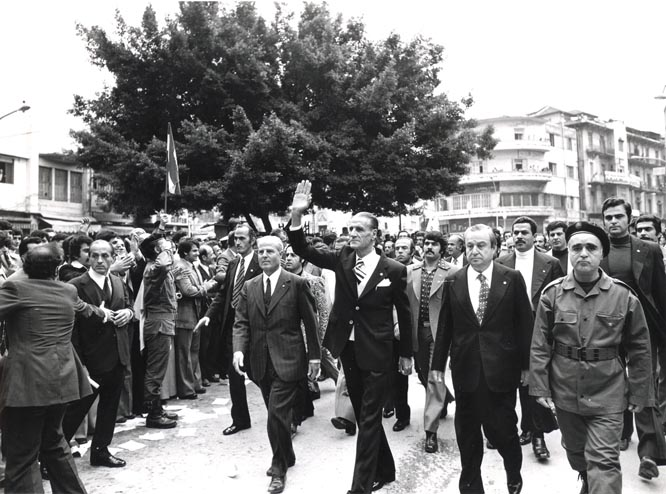
1971 год, празднование годовщины Катаиб. Первый слева в первом ряду — Уильям Хауи (рядом с поднятой рукой — Пьер Жмайель)

Уильям Хауи быстро выдвинулся в руководство Катаиб. Он руководил подпольной структурой партии в 1938 году, после запрета Катаиб французскими колониальными властями и ареста Пьера Жмайеля. Тайной базой партии являлся принадлежавший Хауи завод. Французская администрация организовала налёты на предприятие.
Именно Уильям Хауи начал создавать милицию Катаиб — вооружённые формирования ливанских фалангистов. В 1942 году Хауи — руководитель партийного бюро по кадровому набору. С 1952 состоял в политбюро Катаиб, возглавлял партийный департамент по вопросам безопасности, мобилизации и спортивной подготовки. В 1958, во время Ливанского кризиса, Уильям Хауи организовал вооружённое сопротивление фалангистов левым панарабистам и насеристам.
6 февраля 1961 председатель Катаиб Пьер Жмайель назначил Уильяма Хауи командующим Силами регулирования Катаиб — фалангистскими вооружёнными формированиями. С 1963 Хауи возглавлял также партийную службу безопасности. В 1970 в Катаиб был создан «Высший совет безопасности» под председательством Хауи. С 1973 Хауи руководил системой регулярной военной подготовки боевиков Катаиб.
Уильям Хауи принадлежал к ближайшим соратникам председателя Катаиб, ведущего правохристианского лидера Пьера Жмайеля. Обладал большим авторитетом в партии, носил прозвище Шеф. При этом он нередко конфликтовал с сыном фалангистского лидера Баширом Жмайелем-младшим, который сам претендовал на роль второго лица партии и не был склонен к соблюдению дисциплины.
В 1952 году Уильям Хауи был избран в муниципальный совет одного из районов Бейрута. В 1957 баллотировался в парламент Ливана, но не набрал необходимого количества голосов.

## Гибель в гражданской войне

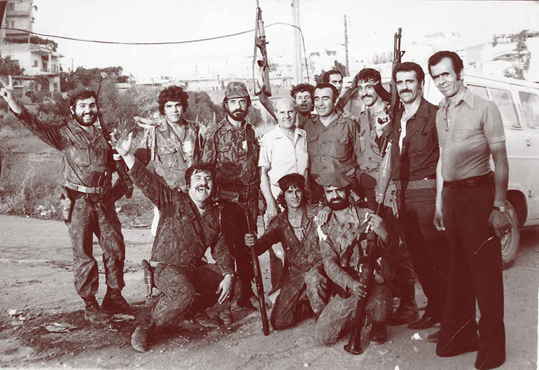
Уильям Хауи (в центре, в белой рубашке) с боевиками-фалангистами во взятом квартале Тель-Заатара

В 1975 году в Ливане началась гражданская война. Политическая борьба между правохристианскими (фалангисты Катаиб, национал-либералы Камиля Шамуна, Стражи кедров Этьена Сакера) и «левомусульманскими» (ООП, ПСП Камаля Джумблата, Ливанской компартией) переросла в ожесточённое кровопролитие.
Уильям Хауи осуществлял командование вооружёнными силами Катаиб на первом этапе войны. Под его командованием боевики Катаиб одержали победу в ряде боестолкновений с ООП и ПСП. Он создал также фалангистскую военную полицию, контролировавшую соблюдение общественного порядка на контролируемых территориях. Однако ему не удалось предотвратить «Чёрную субботу» — резню 6 декабря 1975, учинённую фалангистскими боевиками в Бейруте — хотя несколько человек были спасены при его прямом участии. С своей стороны, палестинские боевики подвергли разгрому зеркальный завод Хауи.
22 июня 1976 года объединённые силы правохристиан — фалангисты, национал-либералы, «Стражи кедров» — начали осаду бейрутского лагеря палестинских беженцев Тель-Заатар, где располагалась крупная военная база ООП. Уильям Хауи командовал осадой со стороны Катаиб. Он лично участвовал в боях, организовывал постепенное продвижение правохристиан. 13 июля 1976 Уильям Хауи был убит выстрелом палестинского снайпера.
Во главе Ливанских сил — вооружённых формирований Катаиб — Уильяма Хауи сменил сын лидера партии Башир Жмайель. Тель-Заатар был взят правохристианами 12 августа 1976. Победители устроили очередную жестокую резню. Это во многом определило дальнейший ход войны.

## Семья

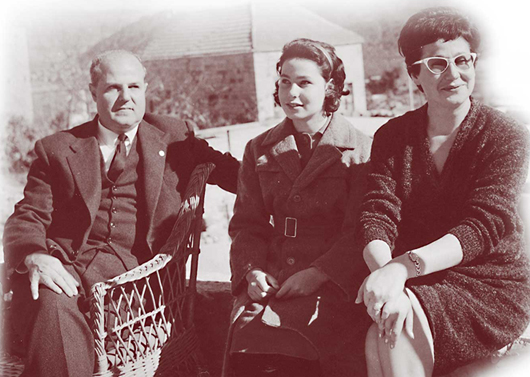
Уильям Хауи с семьёй

Уильям Хауи был женат на Марсель Анис Джобрил. В браке супруги имели дочь Лейлу.

## Память
Лейла Хауи написала о своём отце книгу William Hawi, Witness and Martyr — Уильям Хауи, свидетель и мученик. 
В правохристианской среде Уильям Хауи почитается как национальный герой, «эталон верности, наводивший ужас на угнетателей». Годовщины гибели «командира-мученика» Уильяма Хауи отмечаются в партии Катаиб ежегодными торжественно-траурными церемониями с участием членов семьи, ветеранов фалангистской милиции, высшего партийного руководства.